# 水村拓未
水村 拓未（みずむら たくみ、1月23日 - ）は、日本の男性俳優、声優。大阪府出身。

## 経歴
青年座研究所卒業。
ネクシードに所属していた。

## 人物
趣味は料理、クラシック鑑賞、ジョギング、サバイバルゲーム。

## 出演

### 映画
- お終活 熟春!人生、百年時代の過ごし方（2021年）
- 新 デコトラのシュウ 鷲（2021年）

### ゲーム
- クイズRPG 魔法使いと黒猫のウィズ（2019年、金森ミチカズ）
- マーベル ミッドナイト・サンズ（2022年、ロビー・ レイエス / ゴーストライダー）

### ドラマCD
- 60分でわかるハムレット -シェイクスピアシリーズ3-（心の友 ホレーショ）
- 50分でわかる夏の夜の夢 -シェイクスピアシリーズ4-（ライサンダー）

### 吹き替え

#### 映画
- アブダクション（ソルター）
- アメリカン・エネミーズ（仲間男）
- エアポート2010
- オーバーロードZ（ヴァン・ストラテン 他）
- オゾンビ（チップ〈コリー・セヴィエール〉）
- カジノ・ゾンビ（兵士3 他）
- コマンドーR（テレビ〈青年〉）
- サイレント・ワールド2012
- サマー・インフェルノ（ウィル）
- サマー・ヴェンデッタ（エリアス）
- Suckers（男性検視官 他）
- JIGSAW デッド・ゾーン（サム）
- ダークサイド（ハワード〈マーク・ブルカス〉 他）
- タイタニック2012
- 超時空戦記 レヴェレーター（クローン12号）
- トレジャー・ガード ソロモンの指環と伝説の秘宝（ルカ）
- NAKED 凌辱の森（エリック）
- ネバーランド 完全版
- ハイジャッキング（ブルース・リーブ）
- バトル・オブ・ロサンゼルス
- 美女&野獣
- フィラデルフィア・エクスペリメント（リース）
- 豚小屋（アーヴィン）
- ブラック・クローラー
- ボルテックス 巨大生物総進撃（スヴェン）
- マーセナリーズ 傭兵部隊（アメリカ大使）
- メガ・シャークVSクロコザウルス
- レッド・ドーン（ダリル・ジェンキンス〈コナー・クルーズ〉）
- レバノン（イーガル〈ミハエル・モショノフ〉）
- ワールドエンド

#### ドラマ
- 美男＜イケメン＞バンド〜君に届けるピュアビート（ユ・スンフン〈チョン・ウィチョル〉）
- ザ・フォロイング（ジム）
- ビクトリアス（金髪青年、父親）
- ボーンキッカーズ 考古学調査班（テスニン）
- 魔術師マーリンの冒険（アーサー〈アルチュール・モリニエ〉）

### ボイスオーバー
- スマート・トラベル
- 世界神秘の道を行
- ナショナル・ジオグラフィック

### ナレーション
- パーソナル・アシスタントとも
- ららぽーとマネジメント

### CM
- 神戸ウォーカー
- それはきっと、あすのおと。
- ポラス
- ミッシング66

### ラジオ
- びびこのmoon 月 sea stars

### 舞台
- HOME